# イヴァン・ネメル
イヴァン・ネメル（Ivan Nemer、1998年4月22日 - ）は、ユナイテッド・ラグビー・チャンピオンシップ、ベネットン・ラグビーに所属するラグビーユニオン選手。

## プロフィール
- アルゼンチン、マル・デル・プラタ出身[1]。
- ポジションはプロップ(PR)。
- 身長 180cm、体重 116kg
- U20アルゼンチン代表に選ばれたことがある。
- イタリア代表キャップは16（2024年2月現在）でラグビーワールドカップ2023のイタリア代表に選ばれた[2]。

## 略歴
2020年、ベネットンに加入。 